# Clonaria bispinosa
Clonaria bispinosa är en insektsart som först beskrevs av Lucien Chopard 1938.  Clonaria bispinosa ingår i släktet Clonaria och familjen Diapheromeridae. Inga underarter finns listade i Catalogue of Life.